# آندوروببیلا
آندوروببیلا (به لاتین: Andurubebila) یک منطقهٔ مسکونی در سری‌لانکا است که در استان مرکزی (سری‌لانکا) واقع شده‌است.